# Sozialdemokratische Arbeitsgemeinschaft
Sozialdemokratische Arbeitsgemeinschaft (SAG), auch Haase-Ledebour-Gruppe – war eine fraktionelle Abspaltung aus 18 Mitgliedern des Reichstages der SPD im Reichstag des kaiserlichen Deutschland, die während des Ersten Weltkriegs unter Vorsitz von Hugo Haase entstand.

## Aktivität
Unter Führung Hugo Haases stimmten die Abgeordneten am 21. Dezember 1915 im Reichstag gegen die Kriegskredite und handelten damit erstmals entgegen der restlichen SPD-Fraktion, die ihre Stimmen mehrheitlich für die Kriegsunterstützung abgab. Am 24. März 1916 hielt Hugo Haase im Reichstag eine Anti-Kriegs-Rede, in der er auch die durch die Regierung verschuldeten Zustände von Unterernährung und Hunger unter Teilen der Bevölkerung anklagte.  Haases Rede war derart von gegen ihn gerichteten Protesttumulten begleitet (das damalige SPD-Zentralorgan „Vorwärts“ bezeichnete sie als „...Sturmszenen, wie sie im Reichstag wohl noch nie erlebt worden sind, ebenso leidenschaftlich als beschämend und beklagenswert...“), dass teilweise kein Wort zu verstehen war. In einer während dieser Parlamentssitzung erfolgten Abstimmung kam es zum erneuten Abgeben von Gegenstimmen, diesmal gegen den von der Regierung vorgestellten Notetat, den die anderen SPD-Abgeordneten mehrheitlich bewilligten. Mit der Begründung von Disziplin- und Treubruch wurden die 18 Abgeordneten in einer anschließenden SPD-Fraktionssitzung aus der Fraktion ausgeschlossen.
Im April 1917 ging aus der SAG die Unabhängige Sozialdemokratische Partei Deutschlands (USPD) hervor.
Anzumerken ist, dass die beiden weiteren Kriegsgegner unter den SPD-Reichstagsabgeordneten Karl Liebknecht und Otto Rühle, die bereits am 20. März 1915 gegen Kriegskredite stimmten und im Januar 1916 aus der SPD-Fraktion (durch Ausschluss bzw. Austritt) ausschieden, nicht der SAG angehörten.

## Mitglieder
- Eduard Bernstein
- Wilhelm Bock
- Oskar Cohn
- Otto Büchner
- Wilhelm Dittmann (Vorstand)
- Friedrich Geyer
- Hugo Haase (Vorstand)
- Alfred Henke
- Joseph Herzfeld
- Georg Horn
- Fritz Kunert
- Georg Ledebour (Vorstand)
- Theodor Schwartz
- Arthur Stadthagen
- Karl Wilhelm Stolle
- Ewald Vogtherr
- Emanuel Wurm
- Fritz Zubeil